# Миддлтон, Фредерик
Сэр Фредерик Добсон Миддлтон KCMG, CB (англ. Sir Frederick Dobson Middleton; 4 ноября 1825 — 25 января 1898) — британский генерал, получивший известность за подавление Северо-Западного восстания в Канаде.

## Биография
Фредерик Добсон Миддлтон родился в городе Белфаст. После окончания Королевской военной академии в Сандхёрсте был направлен в 58-й пехотный полк в 1842 году.
В 1845 году принимал участие в войнах с маори в Новой Зеландии. Через три года был направлен в Индию в 96-й пехотный полк. Участвовал в подавление мятежа индийских солдат. За отличия в боях с повстанцами был представлен к высшей военной награде Британии Кресту Виктории, но не получил её.
В 1884 году был назначен командующим Канадской милиции. 24 апреля 1885 года вблизи Фиш-Крик потерпел поражение от 200 метисов под руководством Габриэля Дюмона, его войско было вынуждено отступить. В дальнейшем, благодаря численному превосходству и лучшему вооружению, сумел разбить повстанцев в битве при Батоше. За эти заслуги Миддлтон был посвящён в рыцари королевой Викторией. Он также получил благодарность от парламента Соединённого Королевства и сумму в 20 000 долларов.
В 1890 году Миддлтон вышел в отставку. Он скончался 25 января 1898 года в Лондоне.